# Barbie et le Palais de diamant
Série Barbie
Barbie : Mariposa et ses amies les fées papillons
(2008) Barbie et la Magie de Noël
(2008)
Pour plus de détails, voir Fiche technique et Distribution.
Barbie et le palais de diamant (Barbie and the Diamond Castle) est un film musical d'animation américano-canadien de Gino Nichele diffusé en 2008. Il met notamment  en scène les personnages de Barbie et de Teresa.

## Synopsis
Barbie raconte l'histoire de deux jeunes filles qui sont les meilleures amies du monde, elles s'appellent Liana et Alexa. Elles vivent dans une chaumière au milieu d'un joli jardin plein de fleurs, elles sont quasiment amoureuses de la musique et du chant. Peu après qu'un violent orage ait dévasté leur jardin, elles obtiennent un miroir par une pauvre vieille dame. Celui-ci bouleverse leur vie car il retient prisonnière une élève muse du nom de Mélodie. Sournois qui était à sa recherche poursuit les deux jeunes filles et met le feu à la chaumière sans le faire exprès, cette dernière brûle complètement. Liana et Alexa demandent à Mélodie ce que Sournois voulait, Mélodie explique que Lydia la maîtresse magicienne de Sournois voulait s'approprier le palais de diamant pour être la seule et unique muse et qu'elle pouvait s'en prendre à quiconque oserait se mettre en travers de son chemin. Scandalisées Liana et Alexa décident de partir pour le palais de diamant pour arrêter la sorcière Lydia et Sournois.     
C'est ainsi que commença le voyage vers le palais de diamant. En chemin, deux chiots et deux jeunes hommes font leur apparition, et prêtent main-forte aux deux amies…

## Fiche technique
- Titre original : Barbie and the Diamond Castle
- Titre : Barbie et le palais de diamant
- Réalisation : Gino Nichele
- Scénario : Cliff Ruby et Elana Lesser
- Direction artistique : Walter P. Martishius
- Musique : Arnie Roth, interprétée par le Czech Philharmonic Orchestra
- Production : Shelley Dvi-Vardhana et Jennifer Twiner McCarron ; Paul Gertz et Rob Hudnut (exécutifs)
- Sociétés de production : Mattel Entertainment, Rainmaker Entertainment
- Société de distribution : Universal Studios Home Entertainment
- Pays d'origine : États-Unis, Canada
- Langue d'origine : anglais
- Format : couleur - son stéréo
- Genre : Animation
- Durée : 75 minutes
- Dates de sortie : 
  - États-Unis : 9 septembre 2008
  - France : 14 octobre 2008[2]

Sources : Générique du DVD, IMDb

## Distribution
| - Kelly Sheridan : Liana - Melissa Lyons : Liana (chant) - Cassidy Ladden : Alexa / Teresa - Chantal Strand : Stacie - Maryke Hendrikse : Melody - Lara Janine : Melody (chant) - Kathleen Barr : Lydia - Markl Acheson : Sournois - Noel Johansen : Ian - Jeremy From : Jeremy - Scott McNeil : le Troll - Nicole Oliver : Dori - Linda Sorenson : la vieille dame - Michael Dobson : l'aubergiste - Ron Halder : le majordome du manoir - Heather Doerksen : Phaedra - Veena Sood : Sparkles, Lily | - Noémie Orphelin : Liana - Mélanie Dahan : Liana (chant) - Brigitte Virtudes : Alexa / Teresa - Iris Salva : Stacie - Véronique Soufflet : Melody - Véronique Alycia : Lydia - Serge Biavan : Sournois - Denis Laustriat : Ian - Gilles Passani : Ian (chant) - Fabrice Trojani : Jeremy - Youcef Kahali : Jeremy (chant) - Daniel Delabesse : le Troll - Élisabeth Fargeot : Dori / la vieille dame - Bernard Demory : l'aubergiste / le majordome du manoir |

Source : Générique du DVD

## Chansons du film
- Une chanson, deux voix (Two Voices, One Song) - Liana et Alexa
- Reliées (Connected) - Liana et Alexa
- Une chanson, trois voix (Three Voices, One Song) - Liana, Alexa et Melody
- Désir de pouvoir (Wonderful Me) - Lydia
- On va le trouver (We're Gonna Find It) - Liana et Alexa
- Double vision (Double Vision) - Ian et Jeremy
- Rêver (Believe) - Liana et Alexa
- Reliées (Connected) (générique de fin) - Liana et Alexa

## Autour du film
Créée en 1959, la Poupée Barbie est à l'origine de nombreux produits dérivés. Elle a également inspiré plusieurs films d’animation. Barbie et le palais de diamant est le treizième long métrage mettant en vedette Barbie qui incarne différents personnages. Il est sorti la même année que Barbie : Mariposa et Barbie et la Magie de Noël. Il sera suivi en 2009 par Barbie présente Lilipucia et Barbie et les Trois Mousquetaires.

## Distinctions
KIDS FIRST! Film Festival 2008 : KIDS FIRST! Best Award - Feature Film, Ages 5-8 1re place pour Universal Studios Home Entertainment